# Стівен Гопкінс (режисер)
Сті́вен Го́пкінс (англ. Stephen Hopkins; нар. 1958, Ямайка) — американський кінорежисер і продюсер. Зняв фільми «Хижак 2», «Підривники», «Кошмар на вулиці В'язів: Дитя сну», дуже успішний фільм «Життя і смерть Пітера Селлерса» та байопік про Джессі Оуенса «Сила волі». Також був продюсером та режисером кількох епізодів першого сезону серіалу «24 години».

## Життєпис
Народився на Ямайці і виріс в Австралії та Великій Британії. Здобув освіту в школі Sutton Valence.
Відомий роботою над продовженням франшизи «Кошмар на вулиці В'язів» — фільмом «Кошмар на вулиці В'язів 5: Дитя сну», та франшизи «Хижак» — фільмом «Хижак 2». Його найкасовішим фільмом стала кіноадаптація 1998 року серіалу «Загублені у космосі».
2004 року зняв суперечливу картину «Життя і смерть Пітера Селлерса», чим викликав гнів у сина актора, Майкла Селлерса, і виграв премію «Еммі» за кращу режисуру мінісеріалу, фільму або драматичної програми.
Був співвиконавчим продюсером першого сезону серіалу Fox «24 години», а також зняв половину епізодів першого сезону, зокрема пілотну та останню серії.
Зняв багато епізодів серіалу Showtime «Оселя брехні» з Доном Чідлом у головній ролі, прем'єра якого відбулася 8 січня 2012 року, і який було продовжено на третій сезон. Також є продюсером серіалу.
Зняв для Focus Features фільм «Сила волі», байопік про атлета Джессі Оуенса, де знялися Стефан Джеймс (у ролі Джессі Оуенса), Джейсон Судейкіс і Джеремі Айронс. Фільм випущено в лютому 2016 року.

## Фільмографія
- «Небезпечна гра[en]» (1987)
- «Кошмар на вулиці В'язів 5: Дитя сну» (1989)
- «Хижак 2» (1990)
- «Байки зі склепу» — епізод 3x4 (1991) / епізод 4x5 (1992)
- «Ніч страшного суду» (1993)
- «Підривники[en]» (1994)
- «Привид і Темрява» (1996)
- «Загублені у космосі» (1998)
- «Історії підземки» (фрагмент Horny) (1999)
- «Під підозрою» (2000)
- «24 години» (2001) (також співвиконавчий продюсер)
- «Трафік»[en] (2004)
- «Життя і смерть Пітера Селлерса» (2004)
- «Жнива» (2007)
- «Секс і Каліфорнія» — пілот (2007) / епізод 3x12 (2009) / епізод 6x12 (2013)
- «Меггі Гілл» (2009)
- «Незвичайний детектив[en]» (2009) (епізод 1x1)
- «Торн»[en] (2010)
- «Безсоромні» (2011) (епізод 1x3)
- «Сила волі» (2016)
- «24 години: Спадщина[en]» (2017) (також співвиконавчий продюсер)